# Buddy Shuman 250 1956
Buddy Shuman 250 1956 var ett stockcarlopp ingående i  Nascar Grand National Series (nuvarande Nascar Cup Series) som kördes 11 november 1956 på den 0,4 mile (643,737 m) långa ovalbanan Hickory Motor Speedway i Hickory, North Carolina. Totalt avverkades 100 miles (160,934 km) fördelat på 250 varv. Banunderlaget var dirt. Loppet vanns av Speedy Thompson i en Chrysler på tiden 1:30.20 med en medelhastighet på 66,42 mph körandes för Carl Kiekhaefer.  Prispotten uppgick till 4 285 dollar, varav 850 dollar gick till segraren. Loppet är uppkallat efter stockcarföraren Buddy Shuman som dog i en hotellbrand 13 november 1955.

## Resultat
| Plc     | Nr   | Förare          | Team/ bilägare    | Konstruktör | Start | Varv | Ledda varv |
| ------- | ---- | --------------- | ----------------- | ----------- | ----- | ---- | ---------- |
| 1       | 300  | Speedy Thompson | Carl Kiekhaefer   | Chrysler    | 9     | 250  | 154        |
| 2       | 22   | Ralph Earnhardt | Pete DePaolo      | Ford        | 1     | 250  | 15         |
| 3       | 300B | Buck Baker      | Carl Kiekhaefer   | Chrysler    | 2     | 249  | 38         |
| 4       | 86   | Ralph Moody     | Pete DePaolo      | Ford        | 12    | 249  | 0          |
| 5       | 97   | Doug Cox        | John Foster       | Ford        | 3     | 247  | 0          |
| 6       | 97   | Bill Amick      | Pete DePaolo      | Ford        | 8     | 246  | 0          |
| 7       | 16   | Tiny Lund       | Gus Holzmueller   | Chevrolet   | 11    | 244  | 0          |
| 8       | 83   | Johnny Dodson   | Johnny Dodson     | Chevrolet   | 7     | 241  | 0          |
| 9       | 31   | Bill Champion   | John Whitford     | Ford        | 17    | 241  | 0          |
| 10      | 75   | Bill Blair      | Frank Hayworth    | Mercury     | 15    | 235  | 0          |
| 11      | 42   | Lee Petty       | Petty Enterprises | Dodge       | 10    | 232  | 0          |
| 12      | 209  | Pete Stewart    | Pete Stewart      | Plymouth    | 18    | 221  | 0          |
| 13      | 418  | George Green    | George Green      | Chevrolet   | 22    | 221  | 0          |
| 14      | 64   | Johnny Allen    | Spook Crawford    | Ford        | 14    | 215  | 0          |
| 15      | 2    | Junior Johnson  | Pete DePaolo      | Ford        | 4     | 210  | 43         |
| 16      | 60   | Brownie King    | Brownie King      | Chevrolet   | 16    | 200  | 0          |
| 17      | 96   | Bobby Keck      | Bobby Keck        | Chevrolet   | 21    | 179  | 0          |
| 18      | 500  | Jack Smith      | Carl Kiekhaefer   | Dodge       | 7     | 126  | 0          |
| 19      | 4    | Bobby Myers     | Bill Stroppe      | Mercury     | 6     | 105  | 0          |
| 20      | 203  | Pete Yow        | Pete Yow          | Ford        | 19    | 89   | 0          |
| 21      | 59   | Blackie Pitt    | Blackie Pitt      | Plymouth    | 20    | 63   | 0          |
| 22      | 297  | Billy Carden    | Pete DePaolo      | Ford        | 13    | 9    | 0          |
| Källor: |      |                 |                   |             |       |      |            |